# Isola (Syracuse)
 (octobre 2019).
Pour les articles homonymes, voir Isola.
Isola est une frazione de la commune de Syracuse, dans la province de Syracuse, dans la région de Sicile en Italie. En 2018, elle compte 303 habitants.
Le hameau se trouve sur la péninsule de la Maddalena.